# Little Sister (canción de Elvis Presley)
"Little Sister" (Lit. "Hermanita") es una canción compuesta por a dupla de compositores Doc Pomus y Mort Shuman y grabada por Elvis Presley el 26 de junio de 1961. Durante la década de 1970 Elvis volvería a grabar el tema nuevamente durante ensayos o como parte del repertorio que incluía en sus conciertos en vivo.

## Grabación y edición
Elvis grabó su versión de la canción el 26 de junio de 1961 en el legendario estudio B de RCA en Nashville (Tennessee). En dicha sesión de grabación también registró "(Marie's the Name) His Latest Flame" las cuales forjaron un disco simple que RCA lanzó al mercado el 8 de agosto de ese mismo año. Días después, el 21 de ese mes, "Little Sister" entra al chart del Billboard Hot 100 accediendo al puesto 5 el 2 de octubre de 1961.
Elvis incluyó a Little Sister en diversas oportunidades dentro de sus shows en vivo, en algunas oportunidades creando un popurrí a partir de 1970 con el tema Get Back de The Beatles, debido a la similitud de este último con Little Sister, lo cual puede observarse en los ensayos de Elvis y sus músicos en los estudios de MGM para la edición de la película documental Elvis That's the way it is.

## Músicos de la sesión
- Elvis Presley - voz
- Scotty Moore - guitarra acústica
- Hank Garland - guitarra acústica
- Bob Moore - bajo
- Boots Randolph - claves
- D. J. Fontana - batería
- Murrey Buddy Hamman - batería
- Gordon Stoker - piano
- The Jordanaires - coros [4]

## Letra
La canción hace referencia a un joven que conoce a dos hermanas y que se cita con la hermana mayor, la cual resulta ser infiel y se va con un amante llamado Jim Dandy. La hermana menor suele mostrar cierto interés amoroso por el antiguo novio de su hermana, el cual ha sido engañado por ésta. Él a su vez no solía prestarle atención ya que la veía como alguien más inmadura y a la vez se citaba con su hermana mayor, pero luego de que ella lo dejase y notando que la hermana menor ha crecido, comienza a considerar la posibilidad de salir con ella.

## Apariciones en álbumes
Little Sister ha formado parte a lo largo de la discografía de Elvis, de diversos álbumes y compilados como Elvis Golden Records vol. 3; el disco 1 del compilado The Essential Elvis Presley la reedición de 1999 del álbum Something for Everybody o de su álbum en vivo de 1977 Elvis in concert entre otros.

## Posicionamiento en listas
| Listas (1961)                 | Posición alcanzada |
| ----------------------------- | ------------------ |
| US Billboard Hot 100          | 5                  |
| Bélgica Ultratop 50 (Flandes) | 1                  |
| Países Bajos Singles Top 100  | 5                  |